# Jean-François Lemaître de Beaumont
Jean-François Lemaître de Beaumont a été maire de Marseille de 1769 à 1772.

## Biographie

### Famille
Jean-François Lemaître de Beaumont est le fils de Pierre Le Maître, seigneur de Beaumont, et de Catherine de Porrade. Neveu de l'abbé Paul Augustin de Porrade, il épouse en 1743 Elisabeth de Gantel-Guitton de Mazargues, sœur de Joachim-Elzéard de Gantel-Guitton. Ils ont six enfants. Ils vivent rue des Petites Maries, dans le 1er arrondissement de Marseille.

### Parcours professionnel
Jean-François Lemaître de Beaumont est capitaine des galères. 

### Parcours politique
Il est élu maire de Marseille par le conseil municipal à la fin de l'année 1769. Il succède à Balthazar Fouquet de Jarente en tant que maire du 29 octobre 1769 au 28 octobre 1772. 
Afin de prolonger la Canebière vers l’Est, il était envisagé d’élargir la rue de Noailles. L’acquisition des terrains nécessaires rencontra de nombreuses difficultés notamment avec le couvent des Capucines, dont les jardins devaient être amputés. Lemaître de Beaumont céda à ce couvent des terrains qu’il possédait en contiguïté du couvent, ce qui permit la réalisation des travaux.
Il était chevalier de l'ordre royal et militaire de Saint-Louis.

## Armoiries
Les armes de Jean-François Lemaître de Beaumont sont : « D'azur à trois soucis d'or tigés et feuillés du même »